# Die with a Smile
Die With A Smile – singel, wydany we współpracy Lady Gagi oraz Bruno Marsa 16 sierpnia 2024 nakładem wytwórni Streamline oraz Interscope Records.

## Tło i wydanie
W 2016 Lady Gaga i Mars wystąpili w trakcie Victoria’s Secret Fashion Show. W czerwcu 2024 Bruno Mars powiedział, że chętnie współpracowałby z Gagą nad piosenką bądź wystąpiłby z nią w trakcie jej koncertu w ramach rezydencji Lady Gaga Enigma + Jazz & Piano. W sierpniu tego samego roku zaczęły być publikowane prasowe domysły dotyczące współpracy artystów, będące uargumentowane aktywnością Lady Gagi i Marsa w mediach społecznościowych. Utwór został oficjalnie zapowiedziany 15 sierpnia 2024 wraz z publikacją okładki. Dzień później singiel został opublikowany w radiu oraz na platformach strumieniowych. Wraz z utworem wydany został teledysk w reżyserii Bruno Marsa oraz Daniela Ramosa. Piosenka została wykonana po raz pierwszy na żywo w czasie koncertu Bruna Marsa 15 sierpnia 2024.  
Utwór interpretowany jest gatunkowo jako ballada w stylu soft rock z wpływami muzyki pop oraz soul. Autorami tekstu piosenki są: Bruno Mars, Lady Gaga, Dernst Emile II, Andrew Watt, James Fauntleroy. Robin Murray z magazynu Clash porównał melodię singla do utworów z lat 70. XX wieku. Joey Nolfi z Entertainment Weekly określił utwór jako kontynuację piosenki „Shallow”. Piosenka zadebiutowała na liście Billboard Hot 100 na trzecim miejscu, natomiast w listopadzie 2024 wspięła się na drugie miejsce listy. Wspólne dzieło Gagi i Marsa zadebiutowało na drugim miejscu listy Billboard Global 200, po czym zajęło pierwsze miejsce i utrzymywało się na szycie listy przez osiem tygodni, w 2024 roku najdłużej utrzymując się na tej pozycji. Utwór otrzymał dwie nominacje do nagrody Grammy w kategoriach piosenka roku oraz najlepszy popowy występ we współpracy. 

## Notowania

### Notowania tygodniowe
| Lista przebojów (2024)                | Najwyższa pozycja |
| ------------------------------------- | ----------------- |
| Argentyna (Argentina Hot 100)         | 24                |
| Australia (Top 50 Singles)            | 2                 |
| Austria (Ö3 Austria Top 40)           | 2                 |
| Belgia (Ultratop 50, Flandria)        | 1                 |
| Belgia (Ultratop 50 Singles, Walonia) | 2                 |
| Chorwacja (HTR)                       | 1                 |
| Czechy (Singles Digitál Top 100)      | 14                |
| Dania (Tracklisten)                   | 4                 |
| Estonia (TopHit)                      | 1                 |
| Finlandia (Official Finnish Charts)   | 12                |
| Francja (Top Singles & Titres)        | 10                |
| Holandia (Single Top 100)             | 1                 |
| Islandia (Tónlistinn)                 | 1                 |
| Irlandia (Singles Chart)              | 3                 |
| Izrael (Media Forest)                 | 1                 |
| Japonia (Japan Hot 100)               | 38                |
| Kanada (Billboard Canadian Hot 100)   | 1                 |
| Litwa (AGATA)                         | 2                 |
| Luksemburg (Billboard)                | 1                 |
| Łotwa (Latvijas Radio)                | 5                 |
| Niemcy (GFK)                          | 7                 |
| Nowa Zelandia (Recorded Music NZ)     | 1                 |
| Polska (OLiA)                         | 1                 |
| Portugalia (AFP)                      | 1                 |
| Słowacja (Singles Digitál Top 100)    | 3                 |
| Spotify (Weekly Top Songs Global)     | 1                 |
| Stany Zjednoczone (Hot 100)           | 1                 |
| Szwajcaria (Singles Top 100)          | 1                 |
| Szwecja (Sverigetopplistan)           | 4                 |
| Świat (Billboard Global 200)          | 1                 |
| Węgry (Single (track) Top 40 lista)   | 7                 |
| Wielka Brytania (UK Singles Chart)    | 2                 |
| Włochy (FIMI)                         | 16                |

## Certyfikaty i sprzedaż
| Kraj                   | Certyfikat         | Sprzedaż |
| ---------------------- | ------------------ | -------- |
| Belgia (BEA)           | złota płyta        | 20 000+  |
| Dania (IFPI)           | złota płyta        | 45 000+  |
| Francja (SNEP)         | platynowa płyta    | 200 000+ |
| Hiszpania (PROMUSICAE) | platynowa płyta    | 60 000+  |
| Kanada (Music Canada)  | platynowa płyta    | 80 000+  |
| Norwegia (IFPI Norway) | platynowa płyta    | 60 000+  |
| Nowa Zelandia (RMNZ)   | 2× platynowa płyta | 60 000+  |
| Polska (ZPAV)          | 3× platynowa płyta | 150 000+ |
| Portugalia (AFP)       | 2× platynowa płyta | 20 000+  |
| Szwajcaria (IFPI)      | złota płyta        | 15 000+  |
| Wielka Brytania (BPI)  | złota płyta        | 400 000+ |
| Włochy (FIMI)          | złota płyta        | 50 000+  |